# اچ‌ام‌اس j6
اچ‌ام‌اس جی۶ (به انگلیسی: HMS J6) یک زیردریایی بود. این زیردریایی در سال ۱۹۱۵ ساخته شد.